# Brachyphora
Brachyphora is een geslacht van kevers uit de familie bladkevers (Chrysomelidae).
De wetenschappelijke naam van het geslacht werd in 1890 gepubliceerd door Martin Jacoby.

## Soorten
- Brachyphora nigrovittata Jacoby, 1890
- Brachyphora vittata Medvedev, 1999